# Phục kích
Phục kích là một chiến thuật quân sự che giấu lực lượng và tấn công bất ngờ quân đối phương. Các đơn vị phục kích chọn lựa địa điểm để đón đánh quân thù, bố trí lực lượng, che giấu các vị trí và sẵn sàng tấn công khi quân thù di chuyển đến. Đây là chiến thuật gây bất ngờ, về tấn công đây là chiến thuật bị động tại một địa điểm nhưng chủ động trong việc lựa chọn địa điểm cũng như chủ động trong tình huống chiến đấu.
Mức độ nguy hiểm của phục kích đối với phục kích đơn vị hay phục kích cá nhân, như việc giết một vị tướng địch chẳng hạn, là hình thức bắn tỉa. Một hay nhiều xạ thủ bắn tỉa được bố trí chờ sẵn, có khả năng giết rất nhiều quân địch tại một vị trí che giấu, mà quân đối phương không thể kịp trở tay hay có thể thực hiện phản công.

## Tình huống phục kích
- Chặn đánh: Thu thập thông tin về thói quen và hướng di chuyển thường xuyên của lực lượng tuần tra, hậu cần,... của quân địch. Chặn đánh họ trên tuyến đường giao thông mà lực lượng địch di chuyển. Đây là tình huống chiến đấu và lối đánh yêu thích của các lực lượng quân sự tác chiến loại hình chiến tranh du kích.
- Phối hợp trong chiến đấu: Phục kích phối hợp với các hoạt động nghi binh và giả vờ rút lui để dẫn dắt quân địch vào địa điểm có hỏa lực chờ sẵn để khai hỏa.

## Danh sách các trận đánh phục kích
- Trận chiến Trebia, năm 218 TCN.
- Trận rừng Teutoburg, năm 9 CN.
- Trận Banu Thalabah lần thứ nhất, năm 627.[1]
- Trận Monongahela, năm 1755.
- Cuộc rút lui khỏi Kabul năm 1842.
- Trận Bắc Lệ, năm 1884.